# Cause seconde
Est cause seconde dans le thomisme et le néothomisme (mais aussi dans des théologies catholiques antérieures ou postérieures au thomisme comme Herman le Dalmate) « une cause particulière qui doit sa vertu à l'action universelle de la cause première en elle [c'est-à-dire Dieu] ; son effet lui est propre. » Ce qui signifie aussi que la causalité divine n'est jamais en concurrence avec la causalité des créatures, Dieu est la cause de nombre de choses à travers les créatures. 